# Takanen (sjö i Tavastehus, Egentliga Tavastland)
Takanen är en sjö i kommunen Tavastehus i landskapet Egentliga Tavastland i Finland. Sjön ligger 84,7 meter över havet. Arean är 35 hektar och strandlinjen är 3,44 kilometer lång. Sjön  ingår i Kumo älvs huvudavrinningsområde.   Den ligger omkring 26 km nordöst om Tavastehus och omkring 110 km norr om Helsingfors. 
Takanen ligger norr om Leheejärvi och väster om Oksjärvi.